# Kościół św. Michała Archanioła w Ropie
Kościół św. Michała Archanioła w Ropie – katolicki kościół zbudowany w 1761 z fundacji Petroneli i Wilhelma Siemieńskich. Około 1800 do nawy dobudowane zostały dwie murowane kaplice zwieńczone wieżami oraz kolumnowy portyk.
Drewniana część kościoła składa się z nawy, oraz zamkniętego trójbocznie prezbiterium. Nawa nakryta jest dachem dwuspadowym, prezbiterium wielopołaciowym. Na kalenicy nawy wznosi się wieżyczka na sygnaturkę. Do nawy przylegają dwie kwadratowe kaplice, nad którymi wznoszą się wieże zwieńczone cebulastymi hełmami z latarniami.

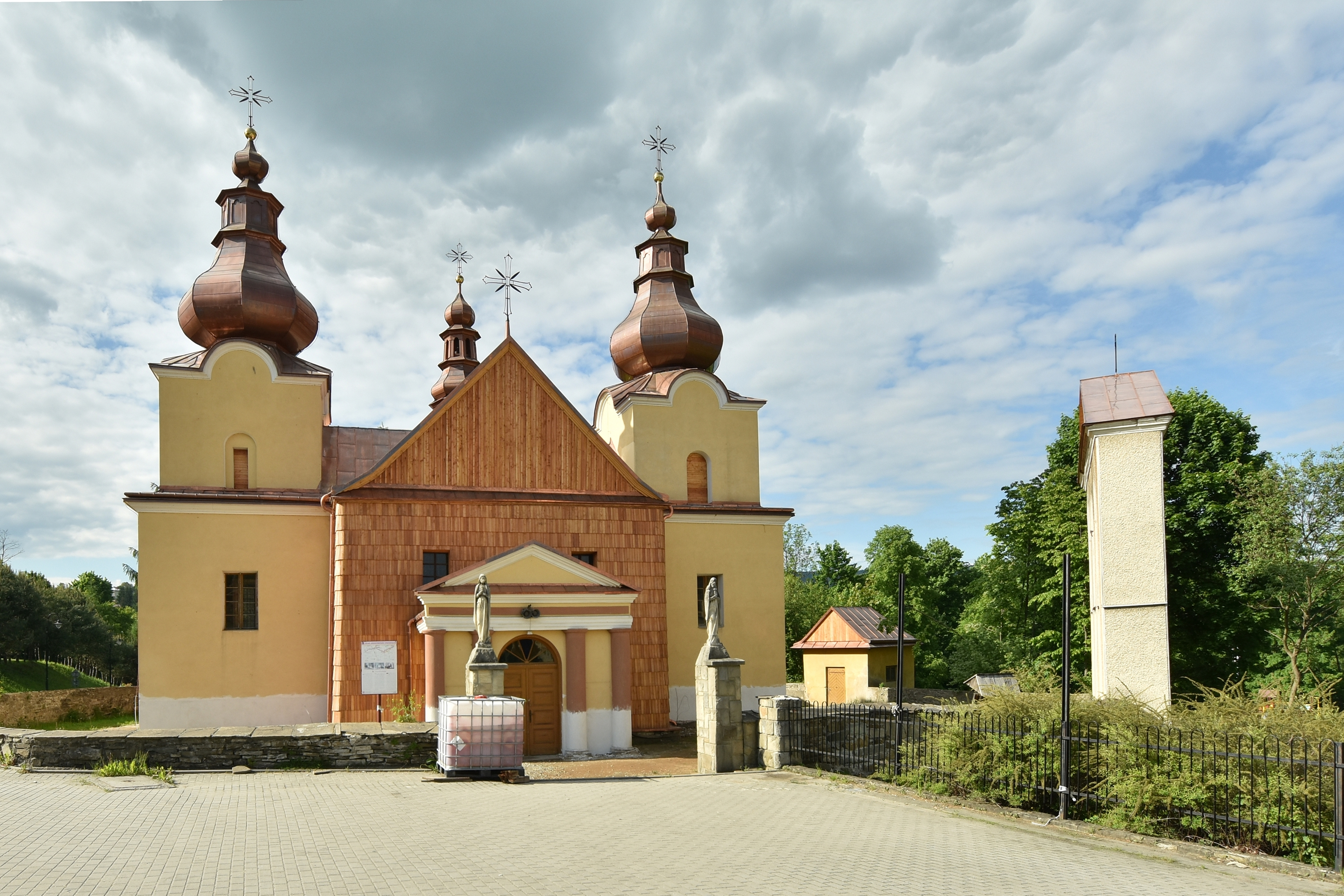
Elewacja frontowa
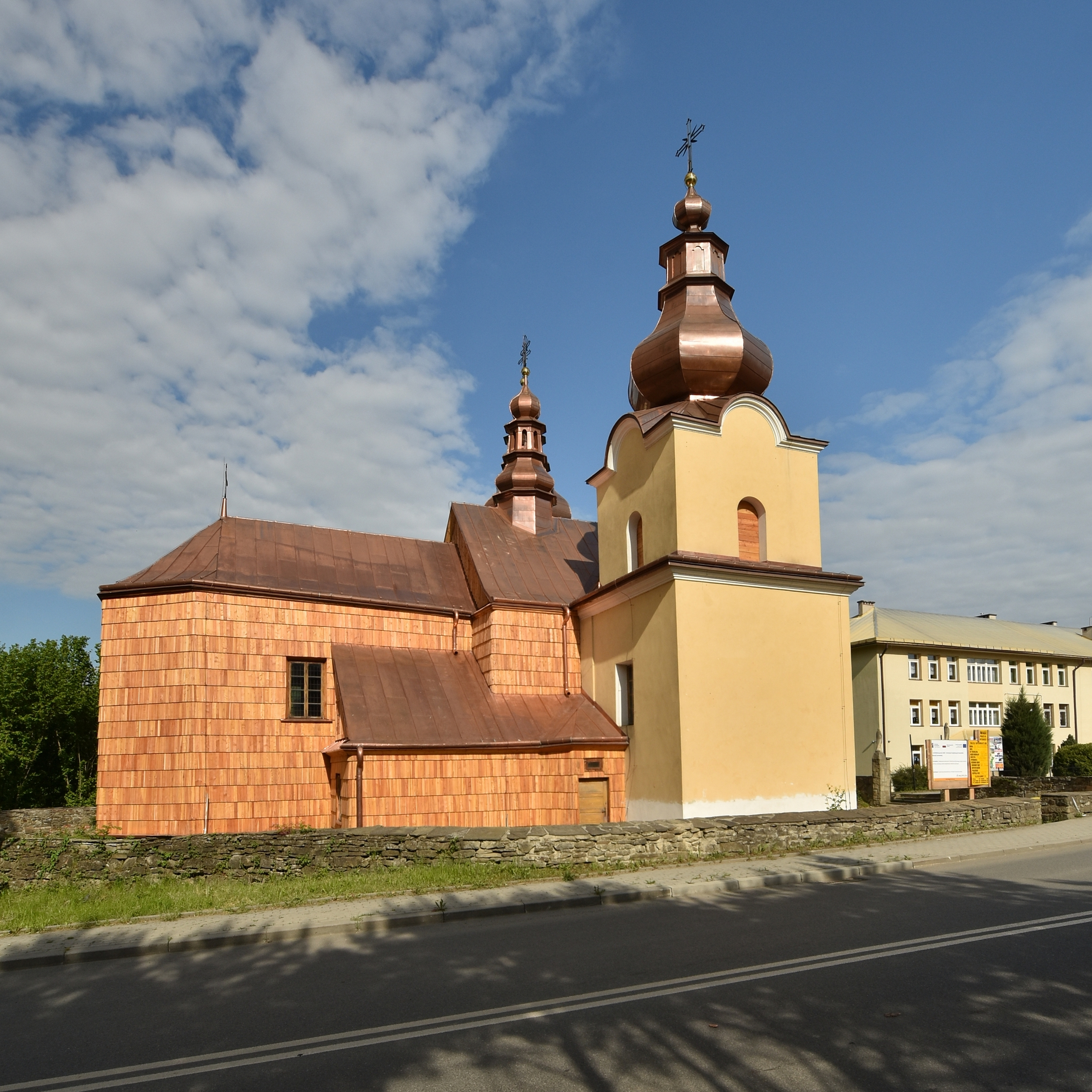
Elewacja boczna
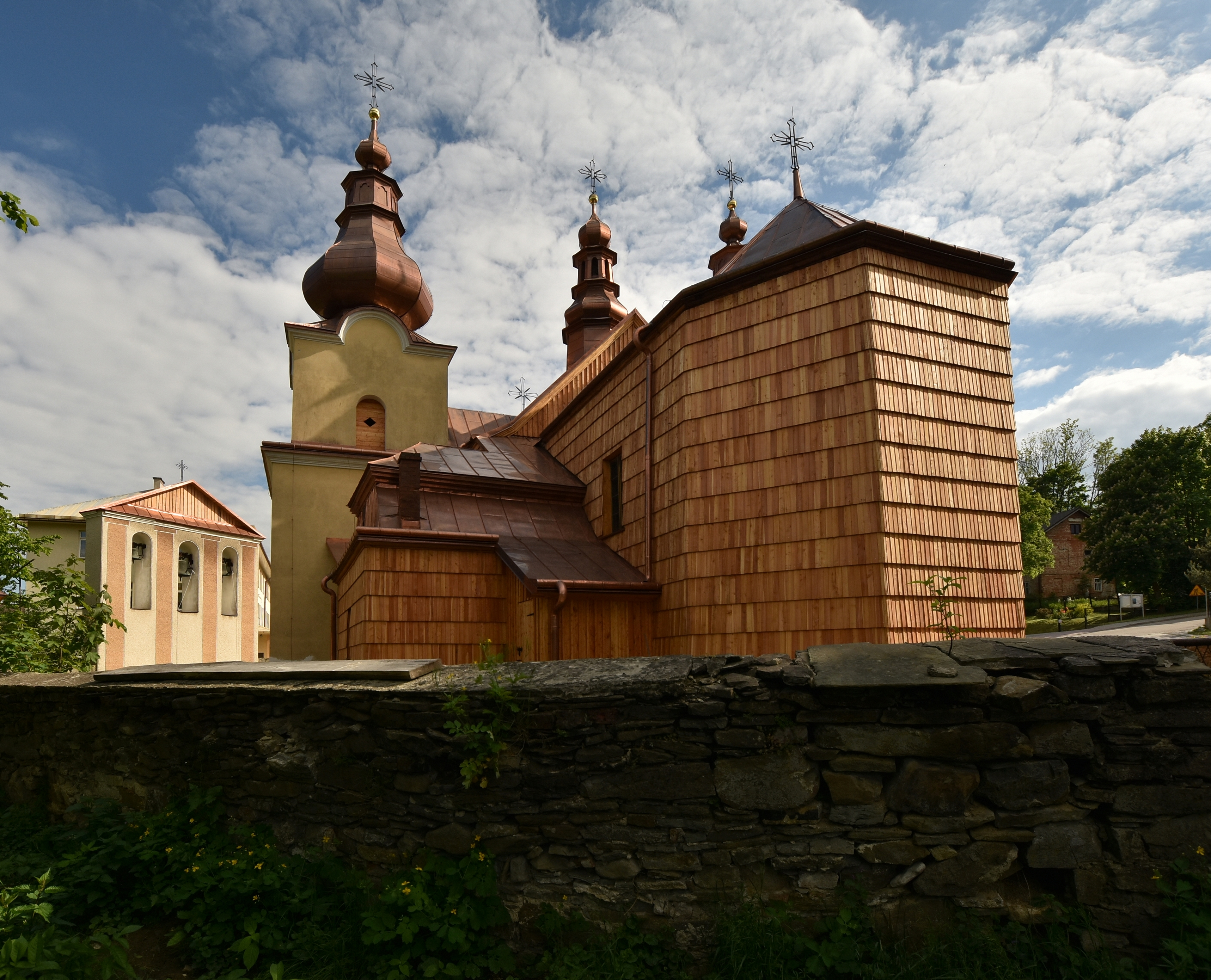
Widok od strony prezbiterium

Najstarszym elementem wyposażenia jest kamienna kropielnica z 1691. W części centralnej ołtarza głównego znajduje się obraz Wniebowzięcia Najświętszej Marii Panny, w zwieńczeniu przedstawiona jest postać patrona świątyni św. Michała Archanioła. Przy bocznym ołtarzu rzeźba Chrystusa u słupa.
Ołtarze w kaplicach pochodzą z pocz. XX w. Jeden z nich wykonany został przez Antoniego Ragoziewicza w 1919. Na chórze muzycznym wspartym na dwóch filarach znajdują się organy.